# Fabian Reese
Fabian Reese (* 29. November 1997 in Kiel) ist ein deutscher Fußballspieler. Der Stürmer steht bei Hertha BSC unter Vertrag und ist ehemaliger Juniorennationalspieler.

## Karriere

### Verein
Reese ist in Kiel geboren, verbrachte in der schleswig-holsteinischen Landeshauptstadt seine „ersten 15 Jahre“ und spielte für Holstein Kiel. Die letzte Saison für Holstein spielte er in der B-Jugend-Mannschaft des Vereins und absolvierte 15 Spiele in der U17-Bundesliga-Saison 2012/13. Im Sommer 2013 wechselte Reese in das Nachwuchsleistungszentrum des FC Schalke 04. Als Teil der dortigen U17 absolvierte er in seiner ersten Saison in der B-Jugend-Bundesliga 26 Spiele. Zur Saison 2014/15 wurde der Angreifer in der A-Jugend eingesetzt. Mit Schalke 04 absolvierte er in den nächsten zwei Jahren insgesamt 44 Spiele in der A-Junioren-Bundesliga und erzielte dabei 20 Tore. Zu seinen Erfolgen gehören der Gewinn der Staffel West in der Saison 2014/15 und der anschließende Gewinn der A-Junioren-Meisterschaft 2015.
Noch in der U19-Mannschaft spielend gab Reese am 21. November 2015 sein Debüt in der Bundesliga für die erste Mannschaft der Schalker. Bei der 1:3-Heimniederlage gegen den FC Bayern München wurde er für Max Meyer eingewechselt. Reese war zu diesem Zeitpunkt 17 Jahre und 357 Tage alt und damit Schalkes bis dahin neuntjüngster Spieler in der Bundesliga. Im Februar 2016 unterzeichnete der Stürmer einen bis 2019 laufenden Profivertrag bei den Schalkern.
Zur Saison 2016/17 wechselte Reese auch sportlich in den Profibereich des FC Schalke 04, wurde aber parallel dazu in der U23 des Vereins eingesetzt, für die er sein Debüt in der Regionalliga West am 27. August 2016 im Spiel gegen die TSG Sprockhövel bestritt. Dort erzielte er sein erstes Ligator. Seinen ersten Auftritt als Profi in der ersten Mannschaft hatte er einige Tage zuvor im DFB-Pokal-Spiel gegen den FC 08 Villingen.
Beim 2:0-Sieg des FC Schalke 04 gegen den OGC Nizza am 24. November 2016 gab Reese sein internationales Debüt in der Europa League. Er wurde in der Halbzeit für Max Meyer eingewechselt. Eine gute Chance in der 54. Minute konnte er nicht verwerten. Er sagte dazu nach dem Spiel, dass er sich das selbst ankreiden müsse und es sein Anspruch sei, den Ball „reinzumachen“. Im Blick auf die Zukunft kündigte er an, dass dies erst der Anfang sei. Am 17. Dezember 2016 feierte er im Spiel gegen den SC Freiburg sein Bundesliga-Startelfdebüt.
Im Januar 2017 wurde Reese bis Saisonende an den Zweitligisten Karlsruher SC ausgeliehen, mit dem er als Tabellenletzter in die 3. Liga abstieg.
Nach seiner Rückkehr im Juli hatte Reese in der Saison 2017/18 nur 68 Einsatzminuten zu verbuchen und wurde im Januar 2018 bis zum Ende der Saison an den Zweitligisten SpVgg Greuther Fürth verliehen. Dort etablierte er sich von Beginn an als Stammspieler. Seine erste Begegnung für die Kleeblätter absolvierte er nach der Winterpause am 19. Spieltag bei Arminia Bielefeld. Am 27. Juni 2018 wurde sein Vertrag beim FC Schalke bis zum 30. Juni 2020 verlängert, sein Leihvertrag mit Fürth um eine weitere Saison. Am 20. Oktober 2018, dem 10. Spieltag der Saison 2018/19, erzielte er beim 3:2-Auswärtssieg gegen Arminia Bielefeld für Fürth sein erstes Profitor.
Zum Beginn der Vorbereitung auf die Saison 2019/20 kehrte Reese zum FC Schalke 04 zurück. Dort kam er allerdings neben zwei Bundesligaspielen nur in der Regionalligamannschaft zum Einsatz, weshalb der Stürmer, der noch einen Vertrag bis zum 30. Juni 2020 besaß, innerhalb der Winterpause in seine Heimatstadt zu seinem Jugendverein Holstein Kiel zurückkehrte. Er erhielt bei den Störchen einen Kontrakt bis zum 30. Juni 2023.
Zur Saison 2023/24 wechselte Reese zu Hertha BSC. Er unterschrieb einen Vertrag bis zum 30. Juni 2026. Reese kam auf 31 Einsätze, erzielte 9 Tore und gab 14 Vorlagen. Im DFB-Pokal schoss er 4 Tore, wo er mit der Hertha im Viertelfinale ausschied.
Am 22. Februar 2024 verlängerte Reese seinen Vertrag vorzeitig um 2 weitere Jahre bis zum 30. Juni 2028.
Am 18. Mai 2025 verlängerte Reese seinen Vertrag erneut um 2 weitere Jahre bis zum 30. Juni 2030.
Seit der Saison 2025/26 ist Reese Kapitän von Hertha BSC.

### Nationalmannschaft
Am 26. März 2016 spielte Reese zum ersten Mal für die deutsche U19-Nationalmannschaft. Am 5. Oktober 2016 folgte sein Debüt in der deutschen U20. Dort gelang ihm beim 4:0-Sieg gegen Polen am 14. November 2016 sein erstes Länderspieltor. Mit dieser Mannschaft nahm er 2017 an der U-20-Weltmeisterschaft teil, bei der Deutschland im Achtelfinale mit 3:4 n. V. an Sambia scheiterte. Reese stand in allen vier absolvierten Partien auf dem Platz; beim 3:2-Sieg im Gruppenspiel gegen Vanuatu gelang ihm ein Tor.

## Soziales Engagement
2022 besuchte Reese mit der Mannschaft von Holstein Kiel im Rahmen eines „sozialen Tages“ verschiedene sozialen Initiativen in Kiel (Straßenmagazin Hempels, Stadtmission und Kieler Anker im Café „Zum Sofa“). Der Besuch war Teil eines Konzeptes zur Persönlichkeitsentwicklung der Nachwuchstalente.
2023 übergab Reese nach dem Zweitliga-Duell Holstein Kiel gegen Hertha BSC nach seinem Siegtor zum 3:2 für Hertha publikumswirksam eine Spende der Berliner Fans für einen kranken Holstein-Fan.
2023 ist Reese Orange the World Botschafter der Kampagne zum Internationalen Tag zur Beseitigung von Gewalt gegen Frauen von UN Women Deutschland.
2025 startete Reese zusammen mit seiner Verlobten Johanna ein Wohltätigkeitsprojekt mit dem Namen „Haus Grünewald“, in Anlehnung an den Nachnamen seiner Verlobten. Dieses verfolgt das Ziel, karikative Einrichtungen der Stadt Berlin zu unterstützen und sinnvolle Projekte zu fördern.